# Alex (papagaio)
Alex foi um papagaio-cinzento que se tornou famoso pela sua inteligência, sendo capaz de fazer o reconhecimento de cores e de formas. Ele chegou até mesmo a chamar uma maçã de "banereja", uma vez que a fruta é vermelha por fora (como a cereja) e branca por dentro (como a banana). Morreu aos 31 anos.